# Acyrthosiphon primulae
Acyrthosiphon primulae är en insektsart. Acyrthosiphon primulae ingår i släktet Acyrthosiphon och familjen långrörsbladlöss. Inga underarter finns listade i Catalogue of Life.